# Stephanocyathus moseleyanus
Stephanocyathus moseleyanus är en korallart som först beskrevs av Sclater 1886.  Stephanocyathus moseleyanus ingår i släktet Stephanocyathus och familjen Caryophylliidae. Inga underarter finns listade i Catalogue of Life.